# Nic Wise
Dominic Giovanni Wise, detto Nic (Houston, 8 settembre 1987), è un ex cestista statunitense, che ha militato in Italia.

## Carriera
Dopo aver giocato quattro stagioni negli Arizona Wildcats, ha debuttato da professionista nel Telekom Baskets Bonn, con cui ha disputato 33 incontri di Basketball-Bundesliga. Passato al Le Havre nel 2011, ha giocato 22 partite in Ligue Nationale de Basket-ball.
Nel luglio 2012 viene acquistato dalla Juvecaserta in Serie A.